# Virslīga 2003
L'edizione 2003 della Virslīga fu la 12ª del massimo campionato lettone di calcio dalla ritrovata indipendenza e la 29ª con questa denominazione; vide la vittoria finale dello Skonto Rīga, giunto al suo dodicesimo titolo.

## Stagione

### Novità
Il fallimento del PFK Daugava liberò un posto che fu occupato dall'Auda, retrocesso sul campo nella scorsa stagione. Il Valmiera cambiò nome in Gauja. Fu inoltre promosso l'RKB-Arma Rīga, vincitore della 1. Līga 2002.

### Formula
La formula rimase immutata: le 8 squadre si incontrarono in due turni di andata e due di ritorno un totale di 28 incontri. Erano assegnati tre punti alla vittoria, un punto al pareggio e zero per la sconfitta.
La squadra ultima classificata retrocedeva in 1. Līga.

## Squadre partecipanti
| Club              | Città      | Stagione precedente                               |
| ----------------- | ---------- | ------------------------------------------------- |
| Auda Ķekava       | Riga       | 8° in Virslīga, retrocesso e in seguito ripescato |
| Dinaburg          | Daugavpils | 4° in Virslīga                                    |
| Gauja Valmiera    | Valmiera   | 6° in Virslīga                                    |
| Metalurgs Liepāja | Liepāja    | 3° in Virslīga                                    |
| Rīga              | Riga       | 7° in Virslīga                                    |
| RKB-Arma Rīga     | Riga       | 1° in 1. Līga, promosso                           |
| Skonto            | Riga       | Campione lettone                                  |
| Ventspils         | Ventspils  | 2° in Virslīga                                    |

## Classifica finale
|                     | Pos. | Squadra           | Pt | G  | V  | N | P  | GF  | GS  | DR  |
| ------------------- | ---- | ----------------- | -- | -- | -- | - | -- | --- | --- | --- |
| Lettonia (bandiera) | 1.   | Skonto            | 73 | 28 | 23 | 4 | 1  | 91  | 9   | +82 |
|                     | 2.   | Metalurgs Liepāja | 68 | 28 | 22 | 2 | 4  | 100 | 29  | +71 |
|                     | 3.   | Ventspils         | 61 | 28 | 19 | 4 | 5  | 89  | 18  | +71 |
|                     | 4.   | Dinaburg          | 44 | 28 | 13 | 5 | 10 | 43  | 36  | +7  |
|                     | 5.   | Rīga              | 29 | 28 | 8  | 5 | 15 | 34  | 63  | -29 |
|                     | 6.   | Gauja Valmiera    | 23 | 28 | 6  | 5 | 17 | 27  | 70  | -43 |
|                     | 7.   | Auda Ķekava       | 13 | 28 | 4  | 1 | 23 | 21  | 88  | -67 |
|                     | 8.   | RKB-Arma Rīga     | 10 | 28 | 2  | 4 | 22 | 23  | 115 | -92 |

### Verdetti
- Skonto Rīga Campione di Lettonia 2003 e ammesso al primo turno preliminare di Champions League.
- Ventspils ammesso al Turno di qualificazione di Coppa UEFA come vincitore della Coppa di Lettonia 2004.
- Metalurgs Liepaja ammesso al Turno di qualificazione di Coppa UEFA.
- Dinaburg ammesso al primo turno di Coppa Intertoto 2004.
- RKB-Arma retrocesso in 1. Līga 2004.

## Statistiche

### Classifica cannonieri
| Gol |  |  | Giocatore             | Squadra           |
| --- |  |  | --------------------- | ----------------- |
| 36  |  |  | Viktors Dobrecovs     | Metalurgs Liepāja |
| 26  |  |  | Ģirts Karlsons        | Metalurgs Liepāja |
| 22  |  |  | Māris Verpakovskis    | Skonto            |
| 20  |  |  | Vīts Rimkus           | Ventspils         |
| 12  |  |  | Gatis Kalniņš         | Skonto            |
| 10  |  |  | Aleksandrs Katasonovs | Metalurgs Liepāja |
| 10  |  |  | Mihails Miholaps      | Skonto            |
| 10  |  |  | Vladimirs Žavoronkovs | Ventspils         |